# Carole Force
Carole Force (Clermont-Ferrand, 9 dicembre 1968) è un'ex cestista francese.

## Carriera
Con la Francia ha disputato i Campionati mondiali del 1994 e due edizioni dei Campionati europei (1993, 1995).